# 春の町ランプ
春の町ランプ（はるのまちランプ）は、福岡県北九州市八幡東区にある国道3号（黒崎バイパス）のランプである。

## 概要
国道3号黒崎バイパスの起点となるランプで、国道3号現道の中央から片側1車線のランプウェイが分岐し、JR鹿児島本線を跨線橋で越え、北九州高速5号線に接続する東田ランプの両側から合流する構造である。当初は片側2車線での整備が計画されたが、計画交通量の見直しにより、片側1車線での整備に変更された。JR鹿児島本線を斜めに交差する跨線橋は3000トン級の移動式巨大クレーンを使用し一晩で架けられた。

## 道路
- 国道3号（黒崎バイパス）

## 接続する道路
- 国道3号

## 歴史
- 2023年（令和5年）3月18日 : 当ランプ - 東田ランプ間開通に伴い供用開始[1]

## 周辺
- 八幡駅（JR鹿児島本線）
- スペースLABO（北九州市科学館）
- 福岡県済生会八幡総合病院

## 隣
黒崎バイパス
春の町ランプ - 東田ランプ